# 83
83 је била проста година.

## Догађаји
- Домицијан је постао и римски конзул.
- У Риму је забрањена кастрација робова.
- Римски цар Домицијан се борио против германског племена Хати. Његова победа омогућила је стварање утврђених утврђења дуж границе.
- Домицијан је направио поход на Хати. Декуматска поља, средиште немачких земаља између Рајне и Дунава, припојена су Римском царству. Почетак изградње линије утврђења између Рајне и Дунава.
- Домицијан се развео од своје супруге Домиције, разоткривши њену везу са глумцем Парисом, али ју је потом узео и погубио Париса.
- Битка код Граупија (83. или 84.). Према Тациту, 10.000 људи пало је на британској, а 360 на римској страни.